# Acridophagus flaviscutellaris
Acridophagus flaviscutellaris is een vliegensoort uit de familie van de Mythicomyiidae. De wetenschappelijke naam van de soort is voor het eerst geldig gepubliceerd in 1929 door Roberts, oorspronkelijk geplaatst in het geslacht Cyrtomorpha.